# 플래스크 (기업)
플래스크(Flask Co Ltd)는 대한민국의 종합인테리어와 신재생 에너지 장치 및 설비 기업이다. 본사는 서울특별시 송파구 법원로11길 11 비동 1305호에 위치해 있으며 대표이사는 윤수아 건축사이다.

## 역사
1986년 지오인터내셔널로 설립되었다. 2002년 코스닥시장 상장되었다. 2018년 (주)유엠에너지를 흡수합병하였다. 2019년 에너전트와 합병하여 (주)젬백스지오를 설립하였다. 2022년 최대주주가 (주)젬백스앤카엘에서 (주)비엔엠홀딩스으로 변경되었으며 또한 현재의 상호로 변경하였다.
대주주 변경과 함께 과거 건설 관련 사업에서 게임과 가상자산, 메타버스 등 신사업을 진출하려고 하고 있다

## 자회사
- 팬덤코리아[4]

## 참고문헌
1. ↑  인테리어 상장기업 기업평판 우수기업 2024년 3월 발표, 이지은, 여성소비자신문, 2024.03.25
2. ↑  거래소, 플래스크에 ‘현저한 시황변동’ 조회공시 요구, 이데일리, 2024.03.18
3. ↑  이규연, 플래스크로 변신한 젬백스지오, 신사업 준비 착착, 딜사이트, 2022.03.18
4. ↑  남승률, 지드래곤 NFT ‘아카이브 오브 피스마이너스원’ 연이은 완판, 아시아경제, 2023.04.04